# Pelikanke
Pelikanke (lat. Pelecaniformes) su red iz razreda ptica. Te ptice koje žive na vodi se hrane ribama. Sva četiri prsta spojena su jednom plivaćom kožicom. Pelikanke su vodene ptice i vrlo su dobri plivači. Fregatidae koje obje spadaju u ovaj red provode mnogo vremena u letu. I druge porodice iz ovog reda, Anhingidae, kormorani i blune, ustrajno lete nad otvorenim morem.

## Obilježja reda
Sve vrste iz ovog reda love svoju hranu, koja se sastoji gotovo isključivo od ribe, pod vodom. Dok kormorani i Anhingidae imaju vodonepropusno perje samo u donjem sloju ispod pokrovnog perja, ostale vrste imaju sve perje vodonepropusno. Sve vrste imaju malene ili zatvorene nosnice što sprečava prodiranje vode u dišne organe. Kormorani i Sulidae dišu isključivo kroz kljun jer su im nosnice potpuno zatvorene.

## Razmnožavanje
Jedna od tipičnih oznaka ovog reda je da se sve vrste gnijezde u velikim kolonijama. Te kolonije zasnivaju na usamljenim otocima i grebenju. Većina vrsta gradi prava gnijezda u čemu sudjeluju oba roditelja. Ptice iz ovog reda spadaju u skupinu čučavaca, što znači da su im mladunci nakon valjenja potpuno nemoćni, a roditelji ih hrane izbacivanjem djelomično probavljene hrane.

## Sistematika
1. Anhingidae
2. Ardeidae
3. Balaenicipitidae
4. Ciconiidae
5. Cladornithidae †
6. Fregatidae
7. Pelagornithidae †
8. Pelecanidae
9. Phalacrocoracidae
10. Plotopteridae †
11. Prophaethontidae †
12. Scopidae
13. Sulidae
14. Teratornithidae †
15. Threskiornithidae
16. Xenerodiopidae †

izvori za porodice

## Vanjske poveznice

### Drugi projekti
{{WProjekti/FF/wikidata}